# Estació de trens de Dippach-Reckange
L'Estació de trens de Dippach-Reckange (en luxemburguès:  Gare Dippech-Reckeng; en francès: Gare de Dippach-Reckange, en alemany:  Bahnhof Dippach-Reckingen) és una estació de trens que es troba a Bettange-sur-Mess al sud-oest de Luxemburg. Porta el nom dels pobles propers de Dippach i Reckange-sur-Mess que es troben el nord-oest i sud-est de Bettange respectivament. La companyia estatal propietària és Chemins de Fer Luxembourgeois. L'estació està situada en el ramal ferroviari de la línia 70 CFL, que connecta la ciutat de Luxemburg amb el sud-oest del país.

## Servei
Dippach-Reckange rep els serveis ferroviaris pels trens de Regional Express (RE) i Regionalbahn (RB) amb relació a la línia 70 CFL entre Ciutat de Luxemburg i Rodange o Athus, o Longwy.